# Imbert Jebbink
Imbert Maurits Jebbink (Hengelo, 8 december 1946 – Houten, 21 augustus 2024) was een Nederlands hockeyer en advocaat. 

## Loopbaan
Jebbink begon zijn carrière bij MHCC Hengelo. In 1967 verhuisde hij als student naar Utrecht waar hij lid werd bij Kampong. Met deze club werd hij vier keer landskampioen (in 1972, 1973, 1974 en 1976). 
In totaal kwam Imbert Jebbink 29 maal voor de Nederlandse hockeyploeg uit. Hij nam eenmaal deel aan de Olympische Spelen en eenmaal aan het Wereldkampioenschap hockey. Hij maakte zijn interlanddebuut pas op 29-jarige leeftijd op 22 mei 1976 tegen Spanje (2-2 gelijk) tijdens de ingebruikname van het allereerste kunstgrasveld bij zijn club Kampong. Een paar maanden later op de Olympische Zomerspelen 1976 werd de vierde plaats behaald op het hockeytoernooi. Op het WK van 1978 in Argentinië werd de finale verloren van Pakistan. 
Beroepshalve was Jebbink werkzaam als advocaat. Hij overleed in 2024 op 77-jarige leeftijd.
Jan Albers · 
André Bolhuis · 
Theodoor Doyer · 
Geert van Eijk · 
Imbert Jebbink · 
Hans Jorritsma · 
Wouter Kan · 
Coen Kranenberg · 
Hans Kruize · 
Wouter Leefers · 
Paul Litjens · 
Maarten Sikking · 
Ron Steens · 
Tim Steens · 
Bart Taminiau · 
Rob Toft ·
Coach: Wim van Heumen